# Faculdade de Medicina da Universidade de Coimbra
Faculdade de Medicina da Universidade de Coimbra (FMUC) é uma das faculdades que constituem a Universidade de Coimbra e também a faculdade de Medicina mais antiga de Portugal. 

## História
Criada em 1290 por el-rei D. Dinis, a Universidade de Coimbra é a mais antiga de Portugal e uma das mais antigas da Europa, contando desde a sua fundação com uma Faculdade de Medicina. No entanto, já existia desde o séc. XII - presume-se que remonte a 1131 - um ensino regular da Medicina em Portugal, no Mosteiro de Santa Cruz de Coimbra, escola que viria a participar na fundação da própria Universidade. A Universidade foi por diversas vezes transferida entre Coimbra e Lisboa até 1537, data em que D. João III a fixou definitivamente em Coimbra.
A Faculdade de Medicina de Coimbra manteve-se como única escola médica de Portugal até 1825, altura em que foram criadas as Escolas Médico-Cirúrgicas de Lisboa e do Porto, transformadas em Faculdades de Medicina em 1911, aquando da criação das respectivas universidades.
Em 1956 foi inaugurado o actual edifício da Faculdade de Medicina - Polo I. É nele que, volvido quase meio século, continuam instalados alguns serviços e laboratórios. 

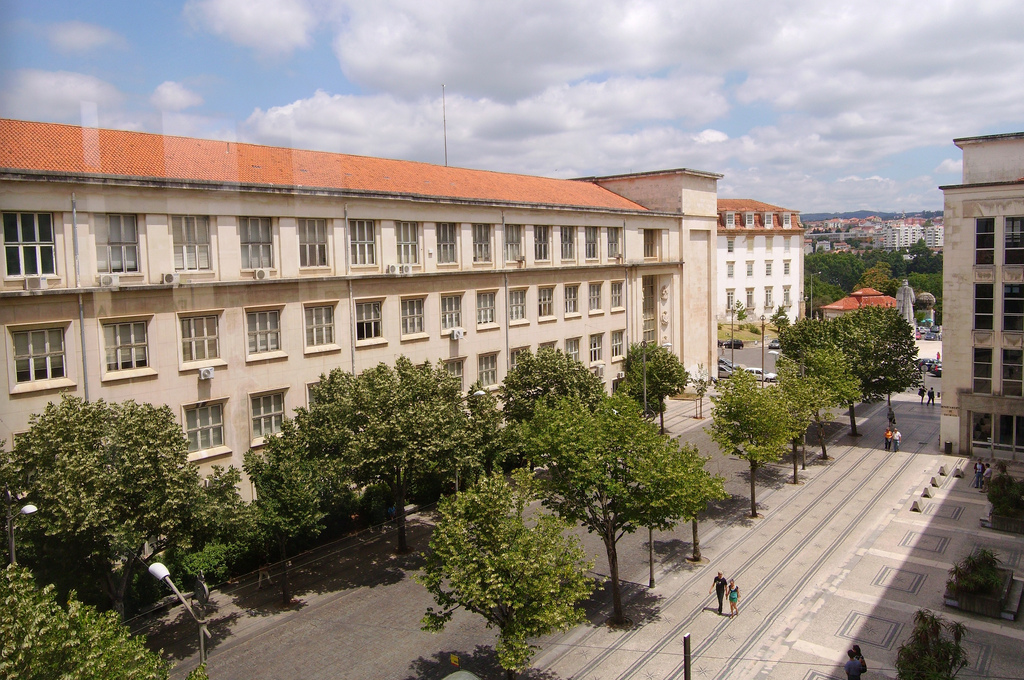
O prédio da Faculdade de Medicina, visto do Departamento de Física.

Este conjunto arquitectónico encontra-se situado entre a Rua Larga, a Rua de São João, a Rua dos Estudos e o Largo da Sé Nova e é servido por três entradas. Em duas delas podem ver-se belos portões de bronze ornamentados com motivos decorativos por Vasco Pereira da Conceição, que se encontram ladeados por baixos relevos referentes às temáticas da Vida e da Morte e à História da Medicina. Trata-se de um edifício de seis pisos, de estilo e construção clássicos, com harmonia de linhas e de espaços, construído à volta de um amplo pátio central ajardinado, ocupando uma área de 31 500m2. Nos átrios do edifício podem ver-se baixos relevos alegóricos à Medicina, de Vasco Pereira da Conceição e um colorido painel a fresco (em movimento à esquerda, na Página), da autoria de Severo Portela Jr., representando a História da Medicina. Domingos Rebelo é o autor dos cartões das duas tapeçarias de Portalegre que ornamentam as paredes da Sala do Conselho Científico da Faculdade, apresentando motivos alusivos às Ciências Médicas. 
Em 1986, com a construção do novo Hospital da Universidade de Coimbra (HUC), em Celas, este abandonou as instalações dos antigos Colégios das Artes e de S. Jerónimo, que ocupava desde 1852. 
Na década de 70, a FMUC decide criar a Licenciatura em Medicina Dentária que entra em funcionamento a partir do ano lectivo de 1985/86. Para responder a este novo desafio, é instituído, na década de 90, o Departamento de Medicina Dentária, Estomatologia e Cirurgia Maxilo-Facial, na área do CHUC, em Celas. 

## Atualidade
O Polo III, junto ao Centro Hospitalar e Universitário de Coimbra, acolhe atualmente no edifício da Unidade Central, os órgãos de gestão e respetivos serviços técnicos de apoio; em área adjacente ao IBILI, edifício da Sub Unidade 1) localizam-se os restantes serviços e laboratórios da FMUC.